# Contes à Ninon
Contes à Ninon est le premier ouvrage publié par Émile Zola. Il paraît en 1864.

## Préparation
La composition de ces contes se déroule après que Zola ait quitté Aix pour Paris. Elle est presque parallèle à celle de La Confession de Claude, au moment où il travaille comme employé à la Librairie Hachette. D'après sa correspondance, la rédaction est difficile, le passage du rêve à la réalité, sujet des contes et objet de l'écriture se révélant problématique.

## Contenu
Contes à Ninon est un recueil composé de huit contes et d'une adresse.

### À Ninon
En ouverture, dans la lignée des Contes d'Espagne et d'Italie, d'Alfred de Musset, le narrateur exalte une Provence idéale, personnifiée par Ninon, à qui les contes sont dédiés. Mais Ninon est aussi « un être composé de tout ce qui est cher à son créateur, un alter ego idéal, une extension de son moi, l’image parfaite de lui-même ».

### Simplice
Simplice, jeune prince à l'âme naïve et pure, fuit la société des hommes et se réfugie dans la forêt. Il y rencontre l'ondine Fleur-des-eaux. Tous les deux expirent au moment de leur premier baiser.

### Le Carnet de danse
Une jeune coquette de seize ans dialogue avec son carnet de danse et rêve à ses premiers soupirants.

### Celle qui m'aime
Dans une baraque foraine, une jeune fille pauvre joue le rôle de l'Amour, celui dont rêvent tous les hommes.

### La Fée amoureuse
Dans un château médiéval, une fée protège de la brutalité du monde deux amoureux, Loïs et Odette, et les métamorphose en tiges de marjolaine.

### Le Sang
Quatre soldats, campant près d'un champ de bataille, sont la proie d'horribles cauchemars hallucinatoires et revivent toutes les formes de violence dont l'homme s'est rendu coupable. Au matin, ils abandonnent leurs armes et décident de plutôt travailler la terre.

### Les Voleurs et l'âne
L'étudiant Léon se méfie des femmes. Mais, lors d'une partie de campagne, il vole Antoinette à ses amoureux du moment.

### Sœur-des-Pauvres
Maltraitée par son oncle et par sa tante, une petite fille reçoit de la Vierge un sou miraculeux, qui se multiplie sans cesse et lui permet de faire le bien. Mais elle finit par le rendre à sa bienfaitrice, car il lui donne trop de pouvoir.

### Aventures du grand Sidoine et du petit Médéric
Dans ce conte, à lui seul aussi long que tous les autres, le géant Sidoine – le corps, et le nain Médéric – l'esprit, sont à la recherche du Royaume des Heureux.

## Analyse
Si les contes composés en premier portent encore la rhétorique des poètes romantiques, les suivants ne sont plus des contes de fées : Le Carnet de danse ironise sur la coquetterie ; Le Sang exprime l'horreur de la violence et de la guerre ; Le Voleur et l'âne se déroule dans une campagne de proche banlieue et non dans les décors irréels habituels au genre ; Celle qui m'aime met en scène des images grimaçantes de foule ; Sœur-des-Pauvres constate avec désabusement l'inégalité de fortune et l'égoïsme des possédants ; Les Aventures du grand Sidoine et du petit Médéric camouflent une satire de la politique impériale.
« Ce sont huit récits de quête. Mais, de La Fée Amoureuse aux Aventures du grand Sidoine et du petit Médéric, l’objet de la quête se modifie, ses péripéties se compliquent. D’abord, poursuite de l’Amour idéal, miraculeusement atteint grâce à la négation du réel, elle devient peu à peu, cet idéal se révélant décevant, recherche du Bonheur par un Héros qui finit par accepter l’humaine condition, au terme d’une série d’expériences qu’il ne se borne pas à subir, mais qu’il provoque, en prenant de plus en plus d’autonomie. ».

## Réception
L'accueil est favorable. Zola, dans ses lettres de janvier et février 1865, se réjouit de voir le premier tirage déjà à moitié vendu, et apprécie la réaction de la presse : « Il y a déjà une centaine d'articles, un concert d'éloges, sauf deux ou trois notes désagréables ».

## Prépublications
- Simplice : composition en 1862. Première publication : La Revue du mois, 25 octobre 1863[7].
- Le Carnet de danse : composition  en août 1862. Première publication : extraits dans Le Petit journal, 6 novembre 1864[7].
- Celle qui m'aime : composition en 1863. Première publication : L'Entracte, du 18 au 23 novembre 1864[7].
- La Fée amoureuse : composition en décembre 1859. Première publication : La Provence, 29 décembre 1859 et 26 janvier 1860[7].
- Le Sang : composition en août-septembre 1862. Première publication :La Revue du mois, 25 août 1863[7].
- Les Voleurs et l'âne : composition en septembre 1862. Pas de prépublication[7].
- Sœur-des-Pauvres : composition probablement en 1863. Pas de prépublication[7].
- Aventures du grand Sidoine et du petit Médéric : composition probablement en 1863-1864. Pas de prépublication[7].

## Éditions
- Émile Zola, Contes à Ninon, Librairie Internationale Hetzel et Lacroix, décembre 1864
- Émile Zola, Contes à Ninon, Charpentier, 1874  — Avec des corrections stylistiques apportées par Zola[b]
- Émile Zola, Œuvres complètes, t. 9, Cercle du livre précieux, édition d'André Stil, 1968
- Émile Zola, Contes et Nouvelles, Gallimard, La Pléiade, édition de Roger Ripoll, 1989 (ISBN 2-07-010846-5)
- Émile Zola, Contes à Ninon, suivi de Nouveaux Contes à Ninon, Gallimard, Folio classique, édition de Jacques Noiray, 2014 (ISBN 978-2070443833)
- Simplice, Celle qui m'aime et Sœur-des-Pauvres figurent dans le recueil Émile Zola, Contes et nouvelles I (1864-1874), Garnier-Flammarion, 2008 (ISBN 978-2-0812-0822-3)